# Подунавска област
Подунавска област је била административна јединица у саставу Краљевине Срба, Хрвата и Словенаца. Постојала је од 1922. до 1929. године. Њен административни центар је било Смедерево.

## Историја
Краљевина Срба, Хрвата и Словенаца је била првобитно подељена на покрајине, које су се даље делиле на округе и жупаније. 1922. су, уместо претходних административних јединица, формиране 33 области у саставу Краљевине СХС. Пре формирања Подунавске области, њена територија се налазила у саставу: 
- Смедеревског округа - цео,
- Београдског округа - јужни и источни део, срезови Колубарски (Лазаревац), Космајски (Сопот) и Грочански; и
- Торонталско-тамишке жупаније - срезови Алибунарски, Ковински, Белоцрквански и Вршачки.

Административни центар Подунавске области је било Смедерево. 1929. године, формиране су бановине, које су замениле дотадашњу поделу земље на области, а подручје Подунавске области је припало Дунавској бановини.

## Географија
У састав Подунавске области ушли су северни делови Шумадије и југоисточни делови (југословенског) Баната. Подунавска област се граничила са Београдском облашћу на западу, Ваљевском облашћу на југозападу, Шумадијском облашћу на југу, Моравском и Пожаревачком облашћу на југоистоку и Румунијом на североистоку. У њеном јужном делу се налазио град Смедерево.

## Демографија
Према попису из 1921. године, говорници српскохрватског били су доминантни у свим срезовима Подунавске области јужно од реке Дунав, као и у срезовима Ковин, Бела Црква и Алибунар, северно од Дунава. Говорници румунског су преовлађивали у срезу Вршац, а говорници немачког у срезовима Итебеј и Зичифалва, као и у градовима Вршац и Бела Црква.
Према попису из 1921, у већини срезова и градова области преовлађивало је православље, док је у срезовима Итебеј и Зичифалва преовлађивао католицизам.

## Административна подела
Област је укључивала следеће срезове јужно од реке Дунав:
- Орашки (Велико Орашје)
- Грочански (Гроцка)
- Колубарски (Лазаревац)
- Јасенички (Паланка)
- Подунавски (Смедерево)
- Космајски (Сопот)

Северно од Дунава укључивала је следеће срезове:
- Алибунарски (Алибунар)
- Белоцрквански (Бела Црква)
- Вршачки Вршачки
- Зичифалвањски (Зичифалва, данашње Пландиште)
- Итебејски (Итебеј)
- Ковински (Ковин)

Поред ових срезова, следећи градови у области су имали посебан административни статус: 
- Бела Црква
- Вршац

## Велики жупани
- Боривоје Стевановић до 1927.
- Божа Крстић од 1927.[2]